# Сан-Франсиску-ду-Гуапоре

Сан-Франсиску-ду-Гуапоре на карте штата.

Сан-Франсиску-ду-Гуапоре (порт. São Francisco do Guaporé) — муниципалитет в Бразилии, входит в штат Рондония. Составная часть мезорегиона Мадейра-Гуапоре. Входит в экономико-статистический микрорегион Гуажара-Мирин. Население составляет 16 035 человек на 2010 год. Занимает площадь 10 959,77 км². Плотность населения — 1,46 чел./км².

## Демография
Согласно сведениям, собранным в ходе переписи 2010 г. Национальным институтом географии и статистики (IBGE), население муниципалитета составляет:
| Полное население                               | Полное население                               | Полное население                               | Полное население                               | 16 035 |
| ---------------------------------------------- | ---------------------------------------------- | ---------------------------------------------- | ---------------------------------------------- | ------ |
| в том числе:                                   | Городское население                            | 8 227                                          | Процент городского населения, %                | 51,31  |
|                                                | Сельское население                             | 7 808                                          | Процент сельского населения, %                 | 48,69  |
|                                                | Мужское население                              | 8 415                                          | Процент мужского населения, %                  | 52,48  |
|                                                | Женское население                              | 7 620                                          | Процент женского населения, %                  | 47,52  |
| Плотность населения, чел/км²                   | Плотность населения, чел/км²                   | Плотность населения, чел/км²                   | Плотность населения, чел/км²                   | 1,46   |
| Население муниципалитета в % к населению штата | Население муниципалитета в % к населению штата | Население муниципалитета в % к населению штата | Население муниципалитета в % к населению штата | 1,03   |

По данным оценки 2015 года население муниципалитета составляет 19 002 жителя.

## Важнейшие населенные пункты
| № | Населённый пункт         | Населённый пункт (порт.) | Категория | Население чел. (2010) | На карте                        |
| - | ------------------------ | ------------------------ | --------- | --------------------- | ------------------------------- |
| 1 | Сан-Франсиску-ду-Гуапоре | São Francisco do Guaporé | город     | 8227                  | 12°03′47″ ю. ш. 63°34′10″ з. д. |
| 2 | Порту-Муртинью           | Porto Murtinho           | поселок   | 149                   | 12°17′36″ ю. ш. 63°23′49″ з. д. |